# Princesse Seishi
La princesse Seishi  (810–879) est une impératrice consort de l'empereur Junna du Japon.

## Source de la traduction
- (en) Cet article est partiellement ou en totalité issu de l’article de Wikipédia en anglais intitulé « Princess Seishi » (voir la liste des auteurs).